# Brasserie Grain d'Orge (Homburg)
Brasserie Grain d'Orge is een Belgische microbrouwerij te Homburg in de provincie Luik.

## Geschiedenis
De brouwerij werd opgericht in 2002 door Benoit Johnen & Vivian Langhor. Johnen brouwde gedurende enkele jaren bij brouwerij Piron, die hun activiteiten moesten staken door grote technische problemen in 1996. In 1997 namen Benoit en Vivian het dorpscafé “Dodémont” over en doopten het om tot “Au Grain d'Orge”. In een bijgebouw van het café werd een microbrouwerij geïnstalleerd met materiaal gekocht van de voormalige brouwerijen La Magnonnette en Ruwet. Op 19 april 2002 kwam hun eerste bier 3 Schténg op de markt. In 2003 werden de bieren Brice en Joup gelanceerd. In 2007 werd een capaciteit van 750 hl bereikt en diende men uit te kijken voor uitbreiding naar een nieuwe locatie. De keuze ging naar een familiehoeve 500 meter van het café. In 2008 werd het café overgenomen door Arnaud Johnen zodat Benoit zich voltijds kon toeleggen op het brouwen.

## Bieren
Er worden een aantal bieren voor derden gebrouwen (La Hervoise, Damian, Vennbier, Extra, Heusschennoise, Pré Messire, Li Récène, Dju d’la, Bêchette, Inkelsbeer, Hert, Vicus Scura). Het vaste assortiment:
- Brice
- Joup
- Canaille
- 3 Schténg